# مركز البحرين العالمي للمعارض
تعد مملكة البحرين وجهة مميزة للغاية من حيث جمال ضواحيها وكونها مركزاً للتجارة والفنون والثقافة. تقدم المملكة لزوارها التوازن المثالي ما بين الرقي الحديث والتقاليد الخالدة، كما انها بلد تتميز بكرم الضيافة اجانب وترحب بزوارها من جميع أنحاء العالم. تحتل مملكة البحرين مكانة استراتيجية من حيث موقعها في قلب العالم مما يجعلها المقصد المثالي إلى فرض الأعمال الواعدة والأسواق العالمية الشاسعة.
يعكس مركز البحرين العالمي للمعارض جمال وحضارة البحرين كوجهة سياحية ويعمل على زيادة قدرتها في أن تصبح مركزاً إقليمياً لقطاع الاجتماعات والحوافز والمؤتمرات والمعارض. تتضمن استراتيجية حكومة المملكة البحرين إعطاء الأولوية للاستثمار في البنية التحتية والتركيز على المشاريع التي من شأنها جذب الصناعات ذات الإمكانات العالمية كالاجتماعات والحوافز والمؤتمرات والمعارض. يعد هذا المشروع ثاني أكبر مشاريع البنية التحتية، بعد مطار البحرين الدولي الجديد، والذي طُرح في يناير 2021، وهو أحدث مركز للمعارض والمؤتمرات إقليمياً!
تم افتتاح مركز البحرين العالمي للمعارض في نوفمبر 2022 ويعد تحفة معمارية في غاية الجمال والرقي من حيث الأصالة العربية والمساحات المبتكرة والقابلة للتكيّف. ما يميز مركز البحرين العالمي للمعارض هو قدرته على الاستجابة لجميع أنواع وأحجام المناسبات من المؤتمرات والمعارض الكبيرة بالإضافة إلى الاجتماعات والحوافز والمؤتمرات والمعارض وغير ذلك من المناسبات وفعاليات الشركات.

## تفاصيل عن مركز البحرين العالمي للمعارض
يحتل مركز البحرين العالمي للمعارض موقعًا استراتيجيًا هامًا في منطقة الصخير الديناميكية ويتوسط منطقة الفعاليات والرياضة والترفيه الجديدة. يجاور المركز حلبة البحرين الدولية ومسرح الدانة ومدينة البحرين الرياضية العالمية التي سيبدأ إنشاءها قريباً. مع سهولة الوصول إلى مطار البحرين الدولي الجديد وحتى 18,000+ غرفة فندقية ومجموعة واسعة من المعالم الجذابة بالإضافة إلى تشكيلة متنوعة تتكون من 25 مطعم ومحلات تجارية داخل المركز.
يسعى فريقنا المحترف المكون من الخبراء المحليين والدوليين، إلى القيام بدورنا الاجتماعي نحو مملكة البحرين وتقديم مجالاً جديداً إلى المملكة وبناء إرث طويل الأمد لتصبح البحرين مركزاً رئيسياً متكاملاً للاجتماعات والحوافز والمؤتمرات والمعارض. نحن نلتزم بتقديم خدمة عملاء استثنائية وضمان نجاح عملائنا المستمر.
مركز البحرين العالمي للمعارض هو مشروع متميز تقوده هيئة البحرين للسياحة والمعارض، وتديره إي إس إم جلوبال، الشركة العالمية الرائدة في مجال الإدارة الاستراتيجية للفعاليات والمناسبات حيث تتمثل إنجازاتها في سجل حافل يتكون من 350 من أرقى المواقع العالمية.

## مساحات المركز
يتّسم مركز البحرين العالمي للمعارض بمرونة ذات مستوى عالمي في التصميم ومساحات متنوعة لتناسب كافة المعارض والمؤتمرات والفعاليات والاحتفالات والمآدب ومراسم افتتاح الشركات والحفلات الموسيقية والترفيه والعوائل والمناسبات الخاصة.
بمساحة عرض إجمالية تصل حتى 95,000 متر مربع موزعة على 10 قاعات، يضم مركز البحرين العالمي للمعارض كذلك صالة رئيسية بسعة 400 - 4,000 مقعد، 95 غرفة اجتماعات، 20 غرفة مخصصة للترجمة، 14 مكتب للمنظمين، 3 مجالس، 8 غرف لتبديل الملابس، 3 أجنحة للعرائس، و25 مطعم وكافيه ومحلات تجارية.